# Жатаи (Гояс)
Жатаи (порт. Jataí) — муниципалитет в Бразилии, входит в штат Гояс. Составная часть мезорегиона Юг штата Гояс. Входит в экономико-статистический микрорегион Судуэсти-ди-Гояс. Население составляет 103 221 человек на 2021 год. Занимает площадь 7174,217 км². Плотность населения — 11,8 чел./км².

## История
Город основан 31 мая 1895 года.

## Статистика
- Валовой внутренний продукт на 2005 год составляет 1 158 650 000,00 реалов (данные: Бразильский институт географии и статистики).
- Валовой внутренний продукт на душу населения на 2005 год составляет 14 127,00 реалов (данные: Бразильский институт географии и статистики).
- Индекс развития человеческого потенциала на 2000 год составляет 0,793 (данные: Программа развития ООН).

## География
Климат местности: тропический.